# FIBA Europapokal der Landesmeister 1974/75
Die Saison 1974/75 war die 18. Spielzeit des FIBA Europapokal der Landesmeister, der von der FIBA Europa veranstaltet wurde.
Den Titel gewann zum vierten Mal Ignis Pallacanestro Varese aus Italien.

## Modus
Es nahmen die 23 Meister der nationalen Ligen sowie der Titelverteidiger teil. Die Sieger der Spielpaarungen wurden in Hin- und Rückspiel ermittelt. Entscheidend war das gesamte Korbverhältnis beider Spiele. Die Sieger der Spielpaarungen in der zweiten Runde, in der Top-12-Gruppenphase, sowie im Halbfinale wurden ebenfalls in Hin- und Rückspiel ermittelt. Das Finale wurde in einem Spiel an einem neutralen Ort ausgetragen.

## 1. Runde
- Hinspiele: 7. November 1974
- Rückspiele: 14. November 1974

|                  | Gesamt  |                         | Hinspiel | Rückspiel |
| ---------------- | ------- | ----------------------- | -------- | --------- |
| Alviks BK        | 184:172 | Csepel SC               | 91:70    | 93:102    |
| Honka Playboys   | 150:152 | SSV Hagen               | 84:79    | 66:73     |
| Fribourg Olympic | 154:168 | Panathinaikos Athen     | 76:89    | 78:99     |
| Sparta Bertrange | 159:193 | Partizani Tirana        | 89:103   | 70:90     |
| Transol RZ       | 194:120 | Sutton & Crystal Palace | 107:55   | 87:65     |

## 2. Runde
- Hinspiele: 28. November 1974
- Rückspiele: 5. Dezember 1974

|                     | Gesamt  |                    | Hinspiel | Rückspiel |
| ------------------- | ------- | ------------------ | -------- | --------- |
| Wisła Krakau        | 173:180 | Alviks BK          | 94:87    | 79:93     |
| SSV Hagen           | 168:184 | Maes Pils Mechelen | 85:81    | 83:103    |
| Panathinaikos Athen | 156:203 | Maccabi Tel Aviv   | 76:90    | 80:113    |
| Partizani Tirana    | 1       | Balkan Botewgrad   | —        | —         |
| Transol RZ          | 185:141 | Muhafızgücü Ankara | 96:65    | 89:76     |
| Slavia VŠ Prag      | 201:155 | Al-Zamalek         | 110:65   | 91:90     |
| Sefra Wien          | 254:112 | KR Reykjavík       | 132:34   | 122:78    |

- Für die Gruppenphase gesetzt als Titelverteidiger:  Real Madrid
- Außerdem gesetzt:  Ignis Pallacanestro Varese,  Berck Basket Club,  KK Zadar

## Gruppenphase (Top 12)
Die Sieger der Spielpaarungen in der Gruppenphase wurden in Hin- und Rückspiel ermittelt. Entscheidend war das Gesamtergebnis beider Spiele. Wer dies für sich entschied, bekam den Sieg gutgeschrieben.
Bei Punktgleichheit zweier oder dreier Teams entschied nicht das Korbverhältnis, sondern der direkte Vergleich untereinander.
- 1. Spieltag: 2. Januar 1975
- 2. Spieltag: 16. Januar 1975
- 3. Spieltag: 30. Januar 1975
- 4. Spieltag: 13. Februar 1975
- 5. Spieltag: 27. Februar 1975

### Gruppe A
| Team                          | Sp | S | N | P+  | P-  |
| ----------------------------- | -- | - | - | --- | --- |
| 1. Ignis Pallacanestro Varese | 5  | 5 | 0 | 990 | 798 |
| 2. KK Zadar                   | 5  | 4 | 1 | 909 | 819 |
| 3. Maes Pils Mechelen         | 5  | 3 | 2 | 895 | 879 |
| 4. Sefra Wien                 | 5  | 2 | 3 | 803 | 863 |
| 5. Balkan Botewgrad           | 5  | 1 | 4 | 746 | 889 |
| 6. Slavia VŠ Prag             | 5  | 0 | 5 | 771 | 875 |

### Gruppe B
| Team                 | Sp | S | N | P+  | P-  |
| -------------------- | -- | - | - | --- | --- |
| 1. Real Madrid       | 4  | 4 | 0 | 833 | 649 |
| 2. Berck Basket Club | 4  | 2 | 2 | 708 | 723 |
| 3. Maccabi Tel Aviv  | 4  | 2 | 2 | 748 | 734 |
| 4. Transol RZ        | 4  | 2 | 2 | 697 | 706 |
| 5. Alviks BK         | 4  | 0 | 4 | 609 | 783 |

## Halbfinale
- Hinspiele: 20. März 1975
- Rückspiele: 27. März 1975

|                   | Gesamt  |                            | Hinspiel | Rückspiel |
| ----------------- | ------- | -------------------------- | -------- | --------- |
| Real Madrid       | 239:199 | KK Zadar                   | 109:82   | 130:117   |
| Berck Basket Club | 164:184 | Ignis Pallacanestro Varese | 85:86    | 79:98     |

## Finale
Das Endspiel fand am 10. April 1974 in Antwerpen statt.
|                            | Ergebnis |             |
| -------------------------- | -------- | ----------- |
| Ignis Pallacanestro Varese | 79:66    | Real Madrid |

- Final-Topscorer:  Bob Morse (Ignis Pallacanestro Varese): 30 Punkte